# Dahlia Duhaney
Dahlia Duhaney, jamajška atletinja, * 20. julij 1970, Jamajka.
Nastopila je na olimpijskih igrah leta 1992, kjer je odstopila v finalu s štafeto 4×100 m in se uvrstila v četrtfinale teka na 100 m. Na svetovnih prvenstvih je v štafeti 4x100 m osvojila zlato in srebrno medaljo, na panameriških igrah pa zlato medaljo v teku na 100 m leta 1991 in srebrno v teku na 200 m leta 1995.